# Lucía Hiriart de Pinochet

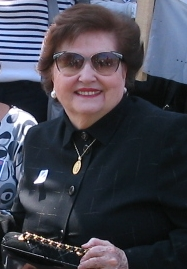
Lucía Hiriart Rodríguez (september 2007)

María Lucía Hiriart Rodríguez de Pinochet (Antofagasta, 10 december 1923 - Santiago, 16 december 2021) was de echtgenote van de vroegere president-dictator van Chili, generaal Augusto Pinochet (overleden in 2006). Zij trouwden in 1943.
Hiriart de Pinochet kwam een aantal malen in opspraak vanwege beschuldigingen van belastingfraude.
In 2005 werd ze door de Chileense belastingdienst vervolgd omdat ze een bedrag van (omgerekend in dollars) 2,35 miljoen aan belastingen zou hebben ontdoken; vanwege deze affaire zat ze samen met een zoon een dag vast.
Op 4 oktober 2007 werd ze opnieuw beschuldigd, samen met haar vijf kinderen en zeventien andere personen (onder wie twee generaals). De beschuldiging luidde dat zij tijdens het bewind van Pinochet (omgerekend) 27 miljoen dollar illegaal naar buitenlandse bankrekeningen zouden hebben doorgesluisd. Pinochets familieleden verklaarden echter onschuldig te zijn; het zou om rechtmatige gelden gaan, die Pinochet tijdens zijn leven zou hebben gekregen. Ook vonden zij de aanklacht politiek gekleurd.
Op 26 oktober 2007 sprak een Chileens hof van beroep Pinochets weduwe, vier van haar kinderen plus tien andere gedaagden vrij, onder meer vanwege het feit dat Pinochets familieleden niet in overheidsdienst waren geweest. Een van haar kinderen is niet in hoger beroep gegaan, waardoor tegen hem de aanklacht indertijd niet is ingetrokken.
- Gemeinsame Normdatei: 124782232X
- International Standard Name Identifier: 0000 0004 3430 0183
- Library of Congress Control Number: no2014050094
- Virtual International Authority File: 308698149
- WorldCat: E39PBJrgKFkgPhKK9mWQGF7GpP